# 攻佔非斯
攻佔非斯，是發生於1574年的摩洛哥的一場王位繼承戰爭。奧斯曼帝國支持薩阿德王朝的阿布杜·馬利克反對他的姪兒穆拉·穆罕默德。大約10000個奧斯曼士兵參與這次戰事。穆拉·穆罕默德後逃往馬拉喀什，並繼續抵制阿布杜·馬利克一段很長時間。
阿布杜·馬利克在1576年3月成功在菲斯登基，並承認穆拉德三世為哈里發，但為了避免奧斯曼軍隊留駐，他以支付大額黃金換取奧斯曼軍隊撤離。
同時，穆拉·穆罕默德逃往西班牙，再前往葡萄牙，葡萄牙國王塞巴斯蒂昂一世答應幫他奪回王位。導致1578年的三王戰役，這一仗使葡萄牙失去國王，因葡萄牙國王無子女王位傳入西班牙國王手上，而阿布杜·馬利克也可能因中毒而死，王位傳給艾哈邁德·曼蘇爾。
這次戰役使奧斯曼帝國在馬格里布得到很好的戰略位置，直接威脅西班牙的心臟地帶。